# Kvarnsellerier
Kvarnsellerier (Cyclospermum) är ett släkte i familjen flockblommiga växter.

## Arter
Släktet har tre accepterade arter:
- Cyclospermum laciniatum
- Cyclospermum leptophyllum
- Cyclospermum uruguayense